# 薩斯基雅·薩森

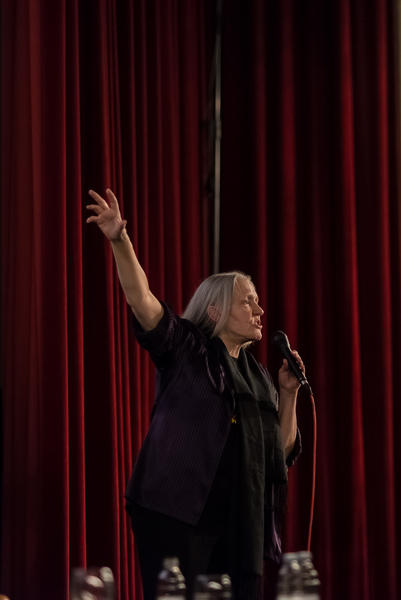

薩斯基雅·薩森（荷蘭語：Saskia Sassen，1949年1月5日—），荷蘭與美國社會學家，分析全球化和國際人類遷徙。她目前是哥倫比亞大學社會學羅伯特·S·林德教授和倫敦經濟學院客座教授。
薩斯基雅·薩森創造全球城市這個名詞。她與社會學家理查德·森尼特結婚。